# Lill-Rödvattenssjön
Lill-Rödvattenssjön är en sjö i Örnsköldsviks kommun i Ångermanland och ingår i Ångermanälvens huvudavrinningsområde. Sjön har en area på 0,102 kvadratkilometer och ligger 406,7 meter över havet. Sjön avvattnas av vattendraget Stavselån.

## Delavrinningsområde
Lill-Rödvattenssjön ingår i det delavrinningsområde (708206-158849) som SMHI kallar för Namn saknas. Medelhöjden är 419 meter över havet och ytan är 0,63 kvadratkilometer. Det finns ett avrinningsområde uppströms, och räknas det in blir den ackumulerade arean 8,46 kvadratkilometer. Stavselån som avvattnar avrinningsområdet har biflödesordning 2, vilket innebär att vattnet flödar genom totalt 2 vattendrag innan det når havet efter 187 kilometer. Avrinningsområdet består mestadels av skog (83 procent). Avrinningsområdet har 0,1 kvadratkilometer vattenytor vilket ger det en sjöprocent på 16,1 procent.